# Debeljuhi
Debeljuhi – wieś w Chorwacji, w żupanii istryjskiej, w gminie Žminj. W 2011 roku liczyła 119 mieszkańców.